# فيل كامبل (كاتب)
فيل كامبل (بالإنجليزية: Phil Campbell)‏ هو كاتب أمريكي، ولد في 21 نوفمبر 1972 في توليدو في الولايات المتحدة.